# Резолюция 145 на Съвета за сигурност на ООН
Резолюция 145 на Съвета за сигурност на ООН е приета единодушно на 22 юли 1960 г. по повод кризата в Република Конго (днес Демократична република Конго).
След като изслушва доклада на генералния секретар на ООН във връзка с изпълнението на Резолюция 143 от 14 юли 1960 и като дава висока оценка на ефекта от разполагането на сили на ООН в Леополдвил, с Резолюция 145 Съветът за сигурност призовава правителството на Белгия да изпълни незабавно постановленията на Резолюция 143, като предприеме ефективни действия за изтегляне на войските си от територията на Република Конго, и упълномощава генералния секретар да предприеме необходимите за тази цел мерки. Резолюцията също така призовава останалите държави да не предприемат никакви действия, които могат да попречат на възстановяването на реда в Република Конго и биха възпрепятствали неговото правителство да изпълнява своите функции, както и да се въздържат от всякакви действия, които биха поставили под заплаха териториалната цялост и политическата независимост на страната.